# Ramaz Sjengelia
Ramaz Sjengelia (Georgisch:  რამაზ შენგელია, Russisch: Рамаз Шенгелия) (Koetaisi, 1 januari 1957 - Tbilisi, 21 juni 2012) was een Georgisch voetballer die als speler uitkwam voor de Sovjet-Unie. Zijn naam werd destijds ook meestal in het Russisch geschreven als Ramaz Sjengelija.

## Biografie
Sjengelia begon zijn carrière bij Torpedo Koetaisi. In 1977 maakte hij de overstap naar Dinamo Tbilisi. Met de club won hij in 1978 de titel en een jaar later de beker. In 1981 speelde hij met de club de finale van de Europacup II tegen FC Carl Zeiss Jena, die Dinamo met 2-1 won. Datzelfde jaar werd hij ook topschutter van de nationale competitie. In 1988 speelde hij zijn laatste wedstrijd voor Dinamo. Met 120 goals voor de club staat hij op de tiende plaats in de lijst van topschutters van de Sovjet Top Liga. Hij beëindigde zijn carrière bij IFK Holmsund.
Hij speelde 26 keer voor het nationale elftal. Zijn eerste goal scoorde hij op 28 maart 1979 in een vriendschappelijke wedstrijd tegen Bulgarije. Hij was een van de bepalende spelers in de kwalificatiecampagne voor het WK 1982. Op het WK zelf scoorde hij in de derde groepswedstrijd de 2-1 voorsprong tegen Schotland, de Schotten kwamen later nog langszij. 
Hij overleed in 2012 op 55-jarige leeftijd aan een hersenbloeding.
1 Dasajev ·
2 Soelakvelidze ·
3 Tsjivadze  ·
4 Chidijatoellin ·
5 Baltatsja ·
6 Demjanenko ·
7 Sjengelia ·
8 Bezsonov ·
9 Gavrilov ·
10 Hovhannesjan ·
11 Blochin ·
12 Bal ·
13 Daraselia · 
14 Borowski ·
15 Andrejev ·
16 Rodionov ·
17 Boerjak ·
18 Soesloparov ·
19 Jevtoesjenko ·
20 Romantsev ·
21 Viktor Tsjanov ·
22 Vjatsjeslav Tsjanov ·
Coach: Beskov